# Китченківська сільська рада
Китче́нківська сільська́ ра́да — адміністративно-територіальна одиниця та орган місцевого самоврядування у Краснокутському районі Харківської області. Адміністративний центр — село Китченківка.

## Загальні відомості
- Китченківська сільська рада утворена в 1918 році.
- Територія ради: 42,353 км²
- Населення ради: 606 осіб (станом на 2001 рік)

## Населені пункти
Сільській раді були підпорядковані населені пункти:
- с. Китченківка
- с. Благодатне
- с. Ковальчуківка
- с. Коломацький Шлях
- с-ще Бузова
- с. Настеньківка
- с. Сергіївка

## Склад ради
Рада складалася з 16 депутатів та голови.
- Голова ради: Тимченко Юрій Іванович
- Секретар ради: Власова Людмила Василівна

### Керівний склад попередніх скликань
| Прізвище, ім'я, по батькові | Основні відомості                                                         | Дата обрання | Дата звільнення |
| --------------------------- | ------------------------------------------------------------------------- | ------------ | --------------- |
| Овчаренко Володимир Якович  | Сільський голова, 1960 року народження, член Народної партії              | 26.03.2006   | 31.10.2010      |
| Тимченко Юрій Іванович      | Сільський голова, 1965 року народження, освіта вища, член Партії регіонів | 31.10.2010   |                 |

Примітка: таблиця складена за даними сайту Верховної Ради України

### Депутати
За результатами місцевих виборів 2010 року депутатами ради стали:

#### За суб'єктами висування
| Суб'єкт висування                                       | Кількість обраних депутатів | %    |
| ------------------------------------------------------- | --------------------------- | ---- |
| Партія регіонів                                         | 13                          | 81,3 |
| Самовисування                                           | 2                           | 12,5 |
| Політична партія Всеукраїнське об'єднання «Батьківщина» | 1                           | 6,3  |

#### За округами
| № округу                                                | Прізвище, ім'я, по батькові     | Дата визнання обраним | Освіта  | Партійна приналежність                        | Відомості про обраного депутата                        |
| ------------------------------------------------------- | ------------------------------- | --------------------- | ------- | --------------------------------------------- | ------------------------------------------------------ |
| Партія регіонів                                         |                                 |                       |         |                                               |                                                        |
| 1                                                       | Скрипник Олексій Іванович       | 04.11.2010            | вища    | член Партії регіонів                          | СТОВ"Нива", директор                                   |
| 3                                                       | Оберемок Ганна Євдокимівна      | 04.11.2010            | вища    | член Партії регіонів                          | приватний підприємець                                  |
| 4                                                       | Гиль Сергій Іванович            | 04.11.2010            | вища    | член Партії регіонів                          | приватний підприємець                                  |
| 5                                                       | Неблієнко Віра Іванівна         | 04.11.2010            | вища    | член Партії регіонів                          | пенсіонер                                              |
| 6                                                       | Бондаревська Ніна Іванівна      | 04.11.2010            | вища    | член Партії регіонів                          | Китченківська с/р, землепорядник                       |
| 7                                                       | Кощій Сергій Васильович         | 04.11.2010            | вища    | член Партії регіонів                          | СТОВ"Нива", водій                                      |
| 8                                                       | Михайлюк Іванна Іванівна        | 04.11.2010            | вища    | член Партії регіонів                          | СТОВ"Нива", зав.від.кадрів                             |
| 10                                                      | Власов Олексій Іванович         | 04.11.2010            | вища    | член Партії регіонів                          | СТОВ"Нива", гол.бухгалтер                              |
| 11                                                      | Коцан Василь Іванович           | 04.11.2010            | середня | член Партії регіонів                          | СТОВ"Нива", механізатор                                |
| 12                                                      | Дзаурова Марія Борисівна        | 04.11.2010            | середня | член Партії регіонів                          | СТОВ"Нива", обліковець                                 |
| 13                                                      | Іменинник Антоніна Миколаївна   | 10.07.2011            | вища    | член Партії регіонів                          | СТОВ «Нива», секретар                                  |
| 15                                                      | Ткач Людмила Петрівна           | 04.11.2010            | вища    | член Партії регіонів                          | приватний підприємець                                  |
| 16                                                      | Стороженко Олександр Григорович | 04.11.2010            | вища    | член Партії регіонів                          | ФГ Бузова, директор                                    |
| Політична партія Всеукраїнське об'єднання «Батьківщина» |                                 |                       |         |                                               |                                                        |
| 14                                                      | Мартинчук Людмила Василівна     | 04.11.2010            | вища    | член Всеукраїнського об'єднання «Батьківщина» | приватний підприємець                                  |
| Самовисування                                           |                                 |                       |         |                                               |                                                        |
| 2                                                       | Нестерчук Володимир Миколайович | 04.11.2010            | середня | член Партії регіонів                          | СВГ"Ковальчуківське", механізатор                      |
| 9                                                       | Іменинник Віктор Миколайович    | 10.01.2011            | вища    | член Партії регіонів                          | Китченківська загальноосвітня школа І-ІІ ст., директор |